# Ҫ
Ҫ (minuscule : ҫ), appelé esse cramponné ou parfois esse cédille —à ne pas confondre avec le Ç, C cédille, de l’alphabet latin— est une lettre de l’alphabet cyrillique utilisée dans l’écriture du bachkir et du tchouvache. Elle a aussi été utilisée dans l’écriture de l’abkhaze dans l’alphabet de 37 lettres de 1862 de Peter von Uslar ou en kabarde au début du xxe siècle.

## Utilisation
En bachkir, ҫ note la consonne fricative dentale sourde [θ].
En énètse, ҫ note la consonne fricative alvéolo-palatale sourde [ɕ].
En tchouvache, ҫ note la consonne fricative alvéolo-palatale sourde [ɕ].
L’esse cramponné est utilisé en tchouvache dans l’alphabet d’Ivan Yakovlev (en) et Belilin de 1872, dans l’alphabet de Yakovlev de 1873, ainsi que dans les révisions de l’alphabet de 1933, de 1938 et 1949.

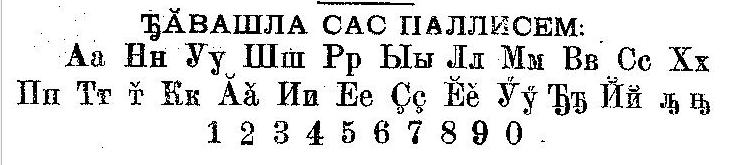
Alphabet tchouvache de 1873.

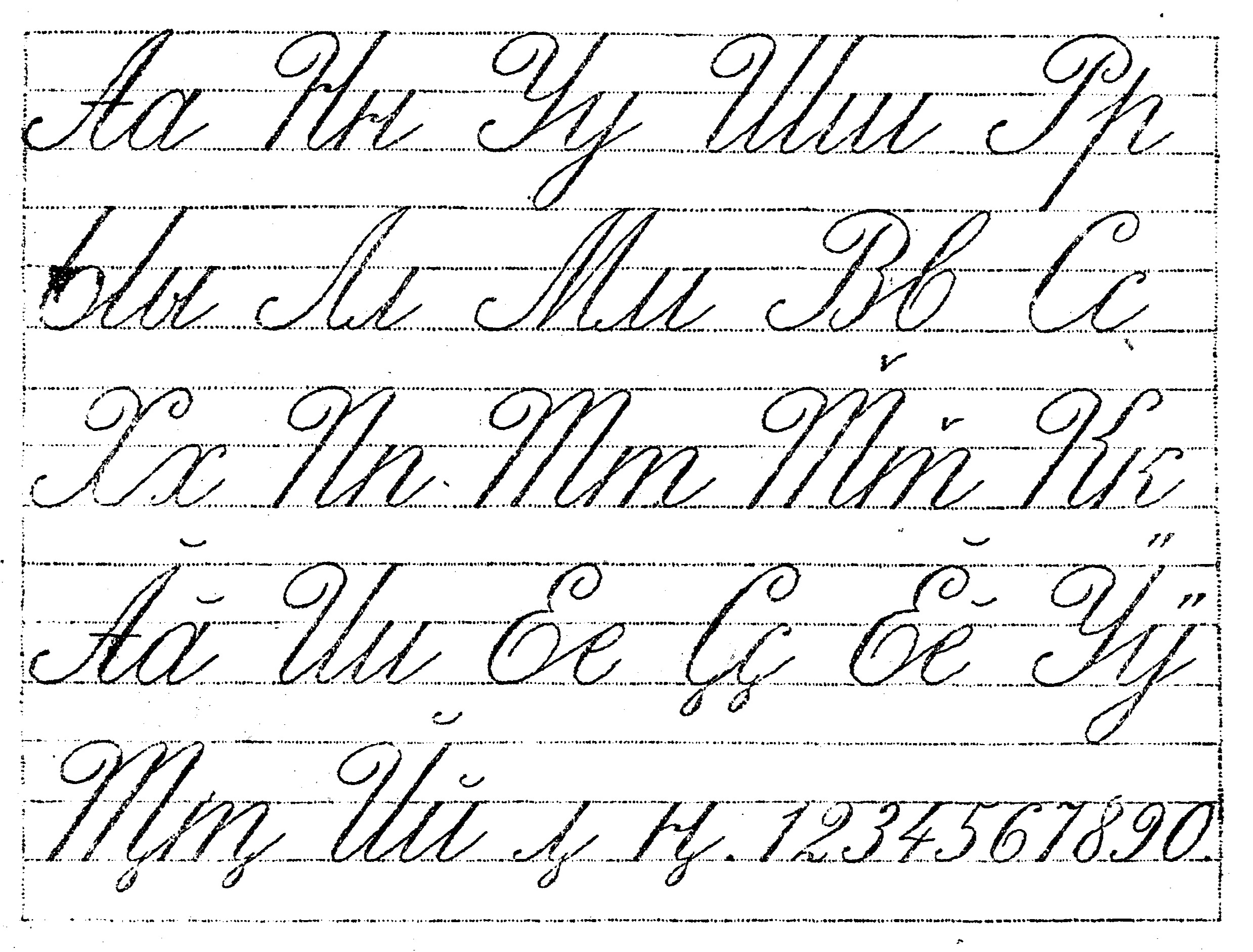
Alphabet tchouvache de 1873 en écriture cursive.

L’esse cramponné a été utilisé en kabarde, notamment dans l’alphabet de Pago Tambiev.

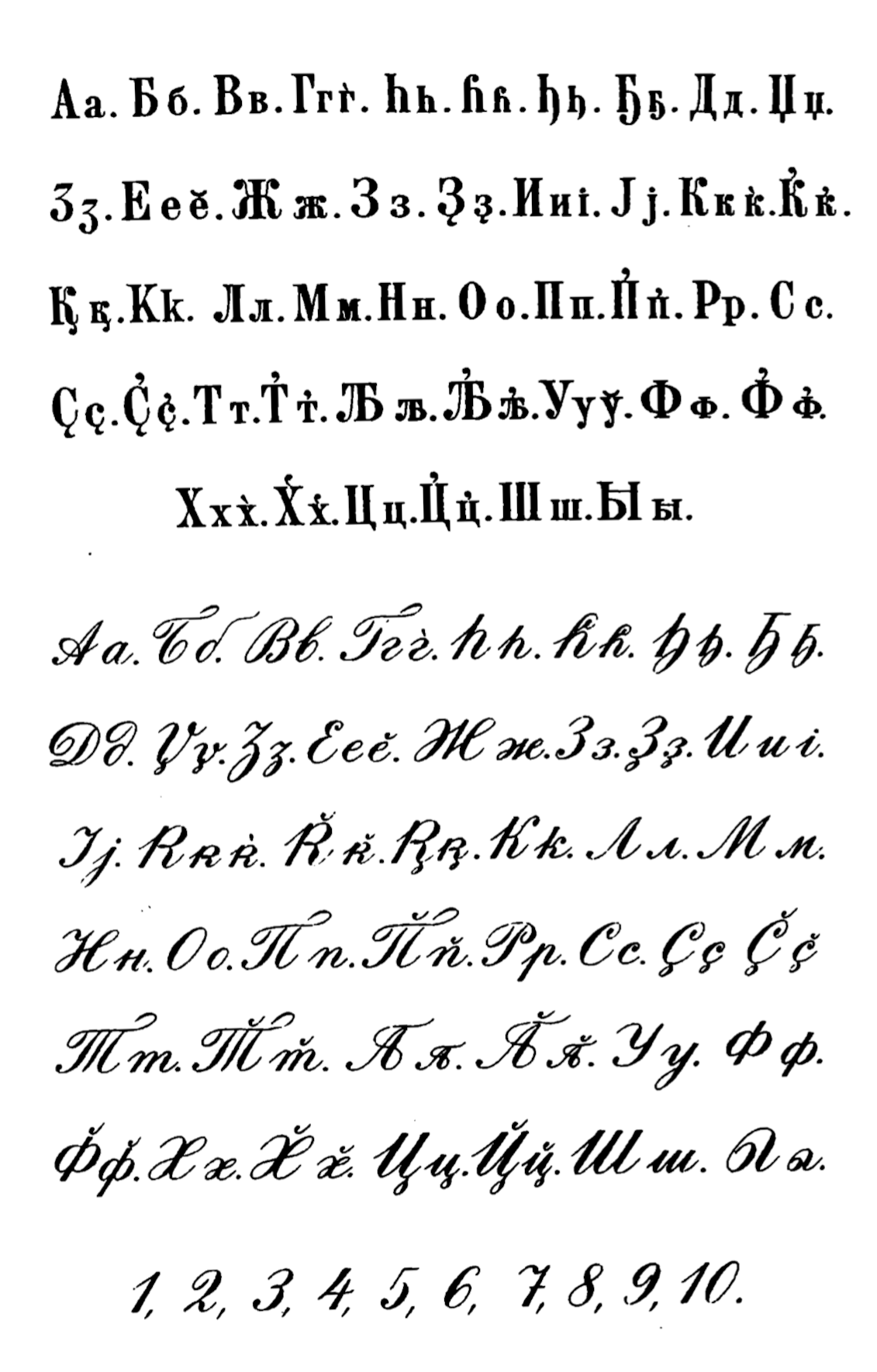
Alphabet kabarde de l’abécédaire de Tambiev 1906.

### Formes et variantes

Variante avec un crochet gauche.
Variante avec crochet droit.
Variante avec une cédille.

## Représentations informatiques
L’esse cramponné peut être représenté avec les caractères Unicode suivants (cyrillique) :
| formes    | représentations | chaînes de caractères | points de code | descriptions                               |
| --------- | --------------- | --------------------- | -------------- | ------------------------------------------ |
| capitale  | Ҫ               | Ҫ                     | U+04AA         | lettre majuscule cyrillique esse cramponné |
| minuscule | ҫ               | ҫ                     | U+04AB         | lettre minuscule cyrillique esse cramponné |